# Dennis Rijnbeek
Dennis Martinus Hendrikus Rijnbeek (ur. 7 sierpnia 1972 w Haarlemie) – holenderski pływak, specjalizujący się w stylu dowolnym.
W 1999 roku wywalczył srebrny medal podczas mistrzostw Europy na krótkim basenie w Lizbonie w sztafecie 4 × 50 m stylem dowolnym.
Wystartował na igrzyskach olimpijskich w Sydney (2000) w sztafecie 4 × 100 m stylem dowolnym (sztafeta została zdyskwalifikowana).